# Ebba Jungmark
Ebba Jungmark (Suècia, 10 de març de 1987) és una atleta sueca especialitzada en la prova de salt d'altura, en la qual va aconseguir ser subcampiona mundial en pista coberta el 2012.

## Carrera esportiva
Al Campionat Mundial d'Atletisme en Pista Coberta de 2012 va guanyar la medalla de plata en el salt d'altura, amb un salt per sobre d'1,95 metres, després de l'estatunidenca Chaunté Lowe (or amb 1,98 metres) i empatada amb la italiana Antonietta Di Martino i la russa Anna Txítxerova.